# Campeonato Mundial de Hockey sobre Hielo Masculino de 2018
El LXXXII Campeonato Mundial de Hockey sobre Hielo Masculino se celebró en Copenhague y Herning (Dinamarca) entre el 4 y el 20 de mayo de 2018 bajo la organización de la Federación Internacional de Hockey sobre Hielo (IIHF) y la Federación Danesa de Hockey sobre Hielo.
Un total de 16 selecciones nacionales compitieron por el título mundial, cuyo anterior portador era el equipo de Suecia, vencedor del Mundial de 2017.
El equipo de Suecia conquistó su undécimo título mundial al derrotar en la final a la selección de Suiza con un marcador de 3-2 en la tanda de tiros libres, tras terminar empatados a dos goles en la prórroga. En el partido por el tercer lugar el conjunto de Estados Unidos venció al de Canadá.

## Sedes
| Foto | Grupo          | Ciudad     | Instalación      | Capacidad |
| ---- | -------------- | ---------- | ---------------- | --------- |
|      | A y fase final | Copenhague | Royal Arena      | 12 500    |
|      | B              | Herning    | Jyske Bank Boxen | 15 000    |

## Grupos
| Grupo A         | Grupo B        |
| --------------- | -------------- |
| Rusia           | Canadá         |
| Suecia          | Finlandia      |
| República Checa | Estados Unidos |
| Suiza           | Alemania       |
| Bielorrusia     | Noruega        |
| Eslovaquia      | Letonia        |
| Francia         | Dinamarca      |
| Austria         | Corea del Sur  |

## Primera Fase
- Todos los partidos en la hora local de Dinamarca (UTC+2).

Los primeros cuatro de cada grupo disputan los cuartos de final en la siguiente fase.

### Grupo A
| Equipo          | J | G | EG | EP | P | GF | GC | DG  | PTS |
| --------------- | - | - | -- | -- | - | -- | -- | --- | --- |
| Suecia          | 7 | 6 | 1  | 0  | 0 | 31 | 9  | +22 | 20  |
| Rusia           | 7 | 5 | 0  | 1  | 1 | 32 | 10 | +22 | 16  |
| República Checa | 7 | 3 | 3  | 0  | 1 | 27 | 15 | +12 | 15  |
| Suiza           | 7 | 3 | 1  | 1  | 2 | 25 | 19 | +6  | 12  |
| Eslovaquia      | 7 | 3 | 0  | 2  | 2 | 19 | 20 | -1  | 11  |
| Francia         | 7 | 2 | 0  | 0  | 5 | 13 | 29 | -16 | 6   |
| Austria         | 7 | 1 | 0  | 1  | 5 | 13 | 30 | -17 | 4   |
| Bielorrusia     | 7 | 0 | 0  | 0  | 7 | 8  | 36 | -28 | 0   |

- Resultados

| Fecha | Hora  | Partido¹        | Partido¹ | Partido¹        | Resultado |
| ----- | ----- | --------------- | -------- | --------------- | --------- |
| 04.05 | 16:15 | Rusia           | -        | Francia         | 7-0       |
| 04.05 | 20:15 | Suecia          | -        | Bielorrusia     | 5-0       |
| 05.05 | 12:15 | Suiza           | -        | Austria         | 3-2 TE    |
| 05.05 | 16:15 | Francia         | -        | Bielorrusia     | 6-2       |
| 05.05 | 20:15 | República Checa | -        | Eslovaquia      | 3-2 TE    |
| 06.05 | 12:15 | Austria         | -        | Rusia           | 0-7       |
| 06.05 | 16:15 | Suecia          | -        | República Checa | 3-2       |
| 06.05 | 20:15 | Eslovaquia      | -        | Suiza           | 0-2       |
| 07.05 | 16:15 | Bielorrusia     | -        | Rusia           | 0-6       |
| 07.05 | 20:15 | Suecia          | -        | Francia         | 4-0       |
| 08.05 | 16:15 | Austria         | -        | Eslovaquia      | 2-4       |
| 08.05 | 20:15 | República Checa | -        | Suiza           | 5-4 TL    |
| 09.05 | 16:15 | Suiza           | -        | Bielorrusia     | 5-2       |
| 09.05 | 20:15 | Suecia          | -        | Austria         | 7-0       |
| 10.05 | 16:15 | Eslovaquia      | -        | Francia         | 3-1       |
| 10.05 | 20:15 | República Checa | -        | Rusia           | 4-3 TE    |
| 11.05 | 16:15 | Francia         | -        | Austria         | 5-2       |
| 11.05 | 20:15 | Bielorrusia     | -        | República Checa | 0-3       |
| 12.05 | 12:15 | Eslovaquia      | -        | Suecia          | 3-4 TE    |
| 12.05 | 16:15 | Austria         | -        | Bielorrusia     | 4-0       |
| 12.05 | 20:15 | Rusia           | -        | Suiza           | 4-3       |
| 13.05 | 16:15 | Francia         | -        | República Checa | 0-6       |
| 13.05 | 20:15 | Suiza           | -        | Suecia          | 3-5       |
| 14.05 | 16:15 | Rusia           | -        | Eslovaquia      | 4-0       |
| 14.05 | 20:15 | República Checa | -        | Austria         | 4-3       |
| 15.05 | 12:15 | Suiza           | -        | Francia         | 5-1       |
| 15.05 | 16:15 | Bielorrusia     | -        | Eslovaquia      | 4-7       |
| 15.05 | 20:15 | Rusia           | -        | Suecia          | 1-3       |

- (¹) – Todos en Copenhague.

### Grupo B
| Equipo         | J | G | EG | EP | P | GF | GC | DG  | PTS |
| -------------- | - | - | -- | -- | - | -- | -- | --- | --- |
| Finlandia      | 7 | 5 | 0  | 1  | 1 | 38 | 11 | +27 | 16  |
| Estados Unidos | 7 | 4 | 2  | 0  | 1 | 39 | 16 | +23 | 16  |
| Canadá         | 7 | 4 | 1  | 1  | 1 | 32 | 12 | +20 | 15  |
| Letonia        | 7 | 3 | 1  | 2  | 1 | 15 | 16 | 0   | 13  |
| Dinamarca      | 7 | 3 | 1  | 0  | 3 | 13 | 16 | -4  | 11  |
| Alemania       | 7 | 1 | 1  | 2  | 3 | 16 | 20 | -4  | 7   |
| Noruega        | 7 | 1 | 1  | 1  | 4 | 13 | 31 | -18 | 6   |
| Corea del Sur  | 7 | 0 | 0  | 0  | 7 | 4  | 48 | -44 | 0   |

- Resultados

| Fecha | Hora  | Partido¹       | Partido¹ | Partido¹       | Resultado |
| ----- | ----- | -------------- | -------- | -------------- | --------- |
| 04.05 | 16:15 | Estados Unidos | -        | Canadá         | 5-4 TL    |
| 04.05 | 20:15 | Alemania       | -        | Dinamarca      | 2-3 TL    |
| 05.05 | 12:15 | Noruega        | -        | Letonia        | 2-3 TE    |
| 05.05 | 16:15 | Finlandia      | -        | Corea del Sur  | 8-1       |
| 05.05 | 20:15 | Dinamarca      | -        | Estados Unidos | 0-4       |
| 06.05 | 12:15 | Corea del Sur  | -        | Canadá         | 0-10      |
| 06.05 | 16:15 | Alemania       | -        | Noruega        | 4-5 TL    |
| 06.05 | 20:15 | Letonia        | -        | Finlandia      | 1-8       |
| 07.05 | 16:15 | Estados Unidos | -        | Alemania       | 3-0       |
| 07.05 | 20:15 | Canadá         | -        | Dinamarca      | 7-1       |
| 08.05 | 16:15 | Corea del Sur  | -        | Letonia        | 0-5       |
| 08.05 | 20:15 | Finlandia      | -        | Noruega        | 7-0       |
| 09.05 | 16:15 | Alemania       | -        | Corea del Sur  | 6-1       |
| 09.05 | 20:15 | Finlandia      | -        | Dinamarca      | 2-3       |
| 10.05 | 16:15 | Estados Unidos | -        | Letonia        | 3-2 TE    |
| 10.05 | 20:15 | Noruega        | -        | Canadá         | 0-5       |
| 11.05 | 16:15 | Dinamarca      | -        | Noruega        | 3-0       |
| 11.05 | 20:15 | Estados Unidos | -        | Corea del Sur  | 13-1      |
| 12.05 | 12:15 | Letonia        | -        | Alemania       | 3-1       |
| 12.05 | 16:15 | Dinamarca      | -        | Corea del Sur  | 3-1       |
| 12.05 | 20:15 | Canadá         | -        | Finlandia      | 1-5       |
| 13.05 | 16:15 | Noruega        | -        | Estados Unidos | 3-9       |
| 13.05 | 20:15 | Alemania       | -        | Finlandia      | 3-2 TE    |
| 14.05 | 16:15 | Corea del Sur  | -        | Noruega        | 0-3       |
| 14.05 | 20:15 | Canadá         | -        | Letonia        | 2-1 TE    |
| 15.05 | 12:15 | Finlandia      | -        | Estados Unidos | 6-2       |
| 15.05 | 16:15 | Canadá         | -        | Alemania       | 3-0       |
| 15.05 | 20:15 | Letonia        | -        | Dinamarca      | 1-0       |

- (¹) – Todos en Herning.

## Fase final
- Todos los partidos en la hora local de Dinamarca (UTC+2).

|  | Cuartos de final | Cuartos de final |        |        | Semifinales    | Semifinales  |  |  | Final | Final |
|  |                  |                  |        |        |                |              |  |  |       |       |
|  |                  |                  |        |        |                |              |  |  |       |       |
|  |                  |                  |        |        |                |              |  |  |       |       |
|  | Suecia           | 3                |        |        |                |              |  |  |       |       |
|  | Suecia           | 3                |        |        |                |              |  |  |       |       |
|  | Letonia          | 2                |        |        |                |              |  |  |       |       |
|  | Letonia          | 2                | Suecia | 6      |                |              |  |  |       |       |
|  |                  |                  | Suecia | 6      |                |              |  |  |       |       |
|  |                  | Estados Unidos   | 0      |        |                |              |  |  |       |       |
|  | Estados Unidos   | Estados Unidos   | 0      | 3      |                |              |  |  |       |       |
|  | Estados Unidos   |                  |        | 3      |                |              |  |  |       |       |
|  | República Checa  | 2                |        |        |                |              |  |  |       |       |
|  | República Checa  | 2                | Suecia | 3      |                |              |  |  |       |       |
|  |                  |                  | Suecia | 3      |                |              |  |  |       |       |
|  |                  | Suiza            | 2      |        |                |              |  |  |       |       |
|  | Rusia            | Suiza            | 2      | 4      |                |              |  |  |       |       |
|  | Rusia            |                  |        | 4      |                |              |  |  |       |       |
|  | Canadá           | 5                |        |        |                |              |  |  |       |       |
|  | Canadá           | 5                | Canadá | 2      | Tercer lugar   | Tercer lugar |  |  |       |       |
|  |                  |                  | Canadá | 2      |                |              |  |  |       |       |
|  |                  | Suiza            | 3      |        |                |              |  |  |       |       |
|  | Finlandia        | Suiza            | 3      | 2      | Estados Unidos | 4            |  |  |       |       |
|  | Finlandia        |                  |        | 2      | Estados Unidos | 4            |  |  |       |       |
|  | Suiza            | 3                |        | Canadá | 1              |              |  |  |       |       |
|  | Suiza            | 3                |        |        | 1              |              |  |  |       |       |
|  |                  |                  |        |        |                |              |  |  |       |       |
|  |                  |                  |        |        |                |              |  |  |       |       |

### Cuartos de final
| Fecha | Hora  | Partido¹       | Partido¹ | Partido¹        | Resultado |
| ----- | ----- | -------------- | -------- | --------------- | --------- |
| 17.05 | 16:15 | Rusia          | -        | Canadá          | 4-5 TE    |
| 17.05 | 16:15 | Estados Unidos | -        | República Checa | 3-2       |
| 17.05 | 20:15 | Suecia         | -        | Letonia         | 3-2       |
| 17.05 | 20:15 | Finlandia      | -        | Suiza           | 2-3       |

- (¹) – El primero y el tercero en Copenhague, los otros dos en Herning.

### Semifinales
| Fecha | Hora  | Partido¹ | Partido¹ | Partido¹       | Resultado |
| ----- | ----- | -------- | -------- | -------------- | --------- |
| 19.05 | 15:15 | Suecia   | -        | Estados Unidos | 6-0       |
| 19.05 | 19:15 | Canadá   | -        | Suiza          | 2-3       |

- (¹) – Ambos en Copenhague.

### Tercer puesto
| Fecha | Hora  | Partido¹       | Partido¹ | Partido¹ | Resultado |
| ----- | ----- | -------------- | -------- | -------- | --------- |
| 20.05 | 15:45 | Estados Unidos | -        | Canadá   | 4-1       |

### Final
| Fecha | Hora  | Partido¹ | Partido¹ | Partido¹ | Resultado |
| ----- | ----- | -------- | -------- | -------- | --------- |
| 20.05 | 20:15 | Suecia   | -        | Suiza    | 3-2 TL    |

- (¹) – En Copenhague.

## Medallero
| Suecia | Suiza | Estados Unidos |
| Lias Andersson Viktor Arvidsson Mikael Backlund Jacob de la Rose Mattias Ekholm Oliver Ekman-Larsson Dennis Everberg Filip Forsberg Erik Gustafsson Filip Gustavsson Magnus Hellberg Patric Hörnqvist Mattias Janmark Adrian Kempe John Klingberg Adam Larsson Johan Larsson Hampus Lindholm Anders Nilsson Gustav Nyquist Magnus Pääjärvi Elias Pettersson Rickard Rakell Mikael Wikstrand Mika Zibanejad | Sven Andrighetto Chris Baltisberger Reto Berra Enzo Corvi Raphael Diaz Kevin Fiala Michael Fora Lukas Frick Joël Genazzi Leonardo Genoni Gaëtan Haas Grégory Hofmann Roman Josi Dean Kukan Timo Meier Simon Moser Mirco Müller Nino Niederreiter Damien Riat Noah Rod Reto Schäppi Tristan Scherwey Gilles Senn Ramon Untersander Joël Vermin | Cameron Atkinson Nick Bonino Will Butcher Blake Coleman Scott Darling Alexander DeBrincat John Gaudreau Brian Gibbons Quinton Hughes Nick Jensen Patrick Kane Keith Kinkaid Christopher Kreider Dylan Larkin Anders Lee Charlie Lindgren Alec Martinez Charles McAvoy Sonny Milano Connor Murphy Jordan Oesterle Neal Pionk Derek Ryan Tage Thompson Colin White |
| Rikard Grönborg (seleccionador) | Patrick Fischer (seleccionador) | Jeff Blashill (seleccionador) |

## Estadísticas

### Clasificación general
| 1. Suecia          |
| 2. Suiza           |
| 3. Estados Unidos  |
| 4. Canadá          |
| 5. Finlandia       |
| 6. Rusia           |
| 7. República Checa |
| 8. Letonia         |
| 9. Eslovaquia      |
| 10. Dinamarca      |
| 11. Alemania       |
| 12. Francia        |
| 13. Noruega        |
| 14. Austria        |
| 15. Bielorrusia    |
| 16. Corea del Sur  |

- () – Equipos que descienden a la división I.

### Máximos goleadores
| N.º | Nombre              | Selección      | Goles | Tiros | %       | Partidos jugados |
| --- | ------------------- | -------------- | ----- | ----- | ------- | ---------------- |
| 1   | Sebastian Aho       | Finlandia      | 9     | 34    | 26,47 % | 8                |
| 2   | Patrick Kane        | Estados Unidos | 8     | 44    | 18,18 % | 10               |
| 3   | Cameron Atkinson    | Estados Unidos | 7     | 41    | 17,07 % | 10               |
| 4   | Kiril Kaprizov      | Rusia          | 6     | 16    | 37,50 % | 10               |
| 4   | Rickard Rakell      | Suecia         | 6     | 37    | 16,22 % | 8                |
| 4   | Mika Zibanejad      | Suecia         | 6     | 16    | 37,50 % | 10               |
| 7   | Mikko Rantanen      | Finlandia      | 5     | 20    | 25,00 % | 8                |
| 7   | Teuvo Teräväinen    | Finlandia      | 5     | 28    | 17,86 % | 8                |
| 7   | Connor McDavid      | Canadá         | 5     | 30    | 16,67 % | 10               |
| 7   | Ryan Nugent-Hopkins | Canadá         | 5     | 38    | 13,16 % | 10               |

Fuente: 

### Mejores porteros
| N.º | Nombre            | Equipo    | Paradas | Tiros | %       | Partidos jugados |
| --- | ----------------- | --------- | ------- | ----- | ------- | ---------------- |
| 1   | Anders Nilsson    | Suecia    | 166     | 174   | 95,40 % | 7                |
| 2   | Frederik Andersen | Dinamarca | 168     | 178   | 94,38 % | 6                |
| 3   | Igor Shestiorkin  | Rusia     | 81      | 86    | 94,19 % | 4                |
| 4   | Elvis Merzļikins  | Letonia   | 142     | 151   | 94,04 % | 6                |
| 5   | Harri Säteri      | Finlandia | 107     | 114   | 93,86 % | 5                |

Fuente: 

### Equipo ideal
- Mejor jugador del campeonato —MVP—: Patrick Kane ( Estados Unidos).

| Posición | Nombre               | País           |
| -------- | -------------------- | -------------- |
| Portero  | Anders Nilsson       | Suecia         |
| Defensor | Adam Larsson         | Suecia         |
| Defensor | Oliver Ekman-Larsson | Suecia         |
| Atacante | Rickard Rakell       | Suecia         |
| Atacante | Patrick Kane         | Estados Unidos |
| Atacante | Sebastian Aho        | Finlandia      |

Fuente: 